# C.R.D.A. Monfalcone 1963-1964
Questa voce raccoglie le informazioni riguardanti il C.R.D.A. Monfalcone nelle competizioni ufficiali della stagione 1963-1964.

## Rosa
| N. |                   | Ruolo | Calciatore         |
| -- | ----------------- | ----- | ------------------ |
|    | Italia (bandiera) |       | Castello           |
|    | Italia (bandiera) | A     | Paolo Ciclitira    |
|    | Italia (bandiera) | C     | Walter Cossar      |
|    | Italia (bandiera) | A     | Ivo Dal Moro       |
|    | Italia (bandiera) | D     | Ennio Della Rocca  |
|    | Italia (bandiera) | C     | Mario Deotto       |
|    | Italia (bandiera) | P     | Giuseppe Di Davide |
|    | Italia (bandiera) | C     | Dino Fogar         |
|    | Italia (bandiera) | A     | Franco Fontanot    |
|    | Italia (bandiera) | A     | Giorgio Ive        |
|    | Italia (bandiera) | A     | Claudio Longo      |
|    | Italia (bandiera) | C     | Alfredo Lulich     |

| N. |                   | Ruolo | Calciatore        |
| -- | ----------------- | ----- | ----------------- |
|    | Italia (bandiera) | D     | Franco Mamilovich |
|    | Italia (bandiera) | A     | Lucio Masat       |
|    | Italia (bandiera) | C     | Sergio Morin      |
|    | Italia (bandiera) | P     | Sergio Niccoli    |
|    | Italia (bandiera) | P     | Claudio Peres     |
|    | Italia (bandiera) | A     | Giancarlo Poletto |
|    | Italia (bandiera) | C     | Marcello Scali    |
|    | Italia (bandiera) | A     | Enrico Sortino    |
|    | Italia (bandiera) | C     | Franco Tominovi   |
|    | Italia (bandiera) | D     | Sergio Trevisan   |
|    | Italia (bandiera) |       | Zumolo            |